# エドモンド・マキルヘニー

Edmund McIlhenny

エドモンド・マキルヘニー（英語：Edmund McIlhenny　1815年 - 1890年11月25日)とは、アメリカの銀行家、経営者であり、美食家。タバスコの考案者であり、同製品の製造を行うマキルヘニー社の創業者である。

## 生涯
ヘイガーズタウンに生誕。祖父母はスコットランド人とアイルランド人の血を引き、アイルランドのドニゴール県から移住した移民の出身である。成人し、ニューオーリンズの銀行員として働いた後、彼は銀行を設立する。1859年6月30日にエイブリー島の所有者の娘マリー・エイブリーと結婚し、八人の子を儲ける。しかし、南北戦争が始まり、ニューオーリンズが戦渦に巻き込まれると彼は財産を捨てエイブリー島に逃亡する。ここでエイブリーのプランテーションを受け継ぎ、唐辛子等の栽培を始める。この唐辛子はチレ・タバスコという品種でタバスコ州に米墨戦争で赴いた退役軍人から譲り受けたとも、メキシコの旅人と親しくなり、譲り受けたとも言われる。エイブリー島は現在もタバスコの生産地である。ここは岩塩の産地であり、南軍に塩を供給している土地のため、彼を含む岩塩業者を北軍が攻撃し始めた。その後、テキサス州に移り南部連合軍の事務を担当し会計処理の仕事も行う。終戦後にエイブリー島の家に戻るとそこは荒地と化していたがプランテーションを再建築し、そこで一生を終えた。

## タバスコの発明

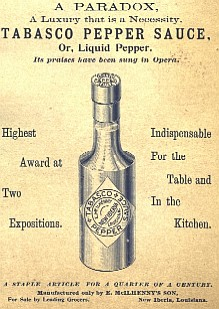
1895年ごろの広告

終戦後に戻った荒れたプランテーションに偶然まだ唐辛子が生えており、彼は好物の生牡蠣にかけるソースが欲しかったので唐辛子を塩と混ぜた。しかし辛すぎて食用に適さないため蒸留酢に漬けて熟成させた。これがタバスコソースの原型である。彼はペティート・アンセ・ソースと呼んだが、商品化する時に周囲に反対され、タバスコと名づけた。1868年に販売をはじめると、卸売業者に350本が売れた。1本1ドルと当時としては高値だったがメキシコ湾沿岸部を中心に好評を博し1870年に製造特許を獲得する。
しかし、タバスコの発明は彼自身重要な事柄として受け取らず、自伝にも死亡記事にもタバスコは言及されなかった。しかし、第1合衆国義勇騎兵隊に所属していた息子のジョンと探検家のエドワードの活躍により、タバスコがマキルヘニー社の主力商品となり、会社はさらに拡大した。日本には第二次世界大戦後にアメリカ軍により伝えられた。